# Enis Durak
Enis Durak (* 16. April 1998 in Izmir) ist ein türkischer Fußballspieler.

## Karriere

### Verein
Durak kam in Konak, einem zentralen Stadtteil der westtürkischen Stadt Izmir, als Sohn einer fußballbegeisterten Familie auf die Welt. So waren sowohl sein Vater als auch sein Großvater im Profifußballbereich aktiv gewesen. Hier begann mit dem Vereinsfußball in der Jugend von Çamdibigücü und spielte dann für die Nachwuchsabteilungen von Izmir İlkadım SK, Bucaspor und Altınordu İzmir.
Zur Saison 2016/17 erhielt er bei letzterem einen Profivertrag, spielte aber weiterhin überwiegend für die Nachwuchs- bzw. Reservemannschaften. Erst nach der Winterpause dieser Saison wurde Teil der Profimannschaft und gab schließlich am 21. Januar 2017 in der Zweitligabegegnung gegen Giresunspor sein Ligadebüt.

### Nationalmannschaft
Durak startete seine Nationalmannschaftskarriere im Januar 2014 mit einem Einsatz für die türkischen U-16-Nationalmannschaft. Mit dieser Auswahl nahm er 2014 am Kaspischen Pokal teil und wurde hinter der iranischen U-16-Nationalmannschaft Turnierzweiter. Bei diesem Turnier wurde er auch zum besten Spieler gewählt. Im gleichen Jahr debütierte Durak auch für die türkischen U-17-Nationalmannschaft und 2016 für die U-19-Nationalmannschaft.

## Erfolge
Mit der türkischen U-16-Nationalmannschaft
- Zweiter im Kaspischen Pokal: 2014

Individuell
- Bester Spieler des Kaspischen Pokals: 2014[1]